# Булс
Булс (на английски: Bulls) е малък град близо до Саут Таранаки Байт, на западното крайбрежие на Северният остров на Нова Зеландия. Население 1755 жители от перброяването през 2001 г.